# Dragoljub Mićunović

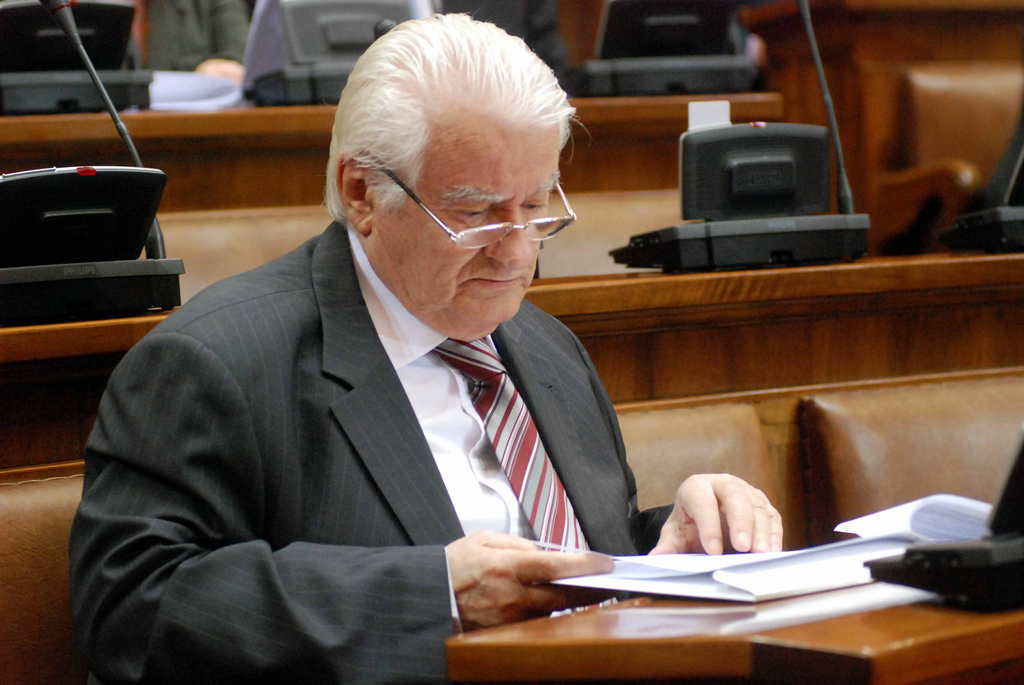
Dragoljub Mićunović (2009)

Dragoljub Mićunović (serbisch-kyrillisch Драгољуб Мићуновић; * 14. Juli 1930 in Merdare, Jugoslawien) war Professor für Philosophie an der Universität Belgrad und Vorsitzender der Demokratska Stranka (Demokratischen Partei) in Serbien.

## Biografie
Dragoljub Mićunović war Professor für Philosophie an der Universität Belgrad und gehörte der Praxis-Gruppe an. Er war einer der acht Personen, die 1975 aus politischen Gründen aus der Universität Belgrad ausgeschlossen wurden. In den 1980er Jahren war er am Belgrader Institut für Gesellschaftswissenschaften tätig.
Als im Jahr 1990 die Demokratska Stranka (Demokratische Partei) wiedergegründet wurde, wurde Mićunović Parteivorsitzender. Im Januar 1994 wurde Zoran Đinđić zu seinem Nachfolger gewählt. Später gehörte er einer kleinen, 1996 gegründeten Partei namens Demokratski centar (Demokratisches Zentrum) an und war deren Vorsitzender. Er konnte aber dennoch bei den Parlamentswahlen in Serbien 2003 auf der Liste der Demokratska Stranka kandidieren. In den Jahren 2003/2004 war er Parlamentspräsident des Parlaments von Serbien-Montenegro. Im Jahr 2004 ging das Demokratski centar wieder in der Demokratska Stranka auf; derzeit gehört Mićunović dem Parteipräsidium der Demokratska Stranka an.
Dragoljub Mićunović ist Unterzeichner der 2017 veröffentlichten Deklaration zur gemeinsamen Sprache der Kroaten, Serben, Bosniaken und Montenegriner.

## Werke
- Logika i sociologija, 1971 (= "Logik und Soziologie")
- Socijalna filozofija, 1988
- Moja politika, 2005 (= "Meine Politik")

## Interviews
- Es gibt nur ein Serbien. (ursprünglich in der Zeitung Politika vom 18. Oktober 1992, deutsche Übersetzung in: Osteuropa-Archiv, Jg. 1993, S. A155–A160)
- Diese Misere ist nicht unser Schicksal, in: Die tageszeitung vom 6. Dezember 1997 (Fragen: Andrej Ivanji)
- Interview in der österreichischen Zeitung Der Standard vom 16. Januar 2007 (auch in der Online-Ausgabe)
- Populistische Politik hat ihre Grenzen, in Die tageszeitung vom 13. Mai 2008, Seite 2